# Junkers D.I
Junkers D.I (định danh của nhà máy: J 9) là một loại máy bay tiêm kích chế tạo ở Đức cuối Chiến tranh thế giới I, đây là loại máy bay tiêm kích làm hoàn toàn bằng kim loại đầu tiên được đưa vào biên chế của quân đội Đức.

## Tính năng kỹ chiến thuật
Dữ liệu lấy từ Holmes, 2005. p 32
Đặc điểm tổng quát
- Kíp lái: 1
- Chiều dài: 7.25 m (23 ft 9.4 in)
- Sải cánh: 9.00 m (29 ft 6.3 in)
- Chiều cao: 2.60 m (8 ft 6 in)
- Trọng lượng rỗng: 654 kg (1,438 lb)
- Trọng lượng có tải: 834 kg (1.834 lb)
- Powerplant: 1 × BMW IIIa, 138 kW (185 hp)

Hiệu suất bay
- Vận tốc cực đại: 225[1] km/h (140 mph)
- Thời gian bay: 1,5[1] giờ
- Trần bay: 6.000 m (19.700 ft)
- Vận tốc lên cao: 3.5[1] m/s (683 ft/phút)

Vũ khí trang bị
- 2 × súng máy Spandau LMG